# Parodia

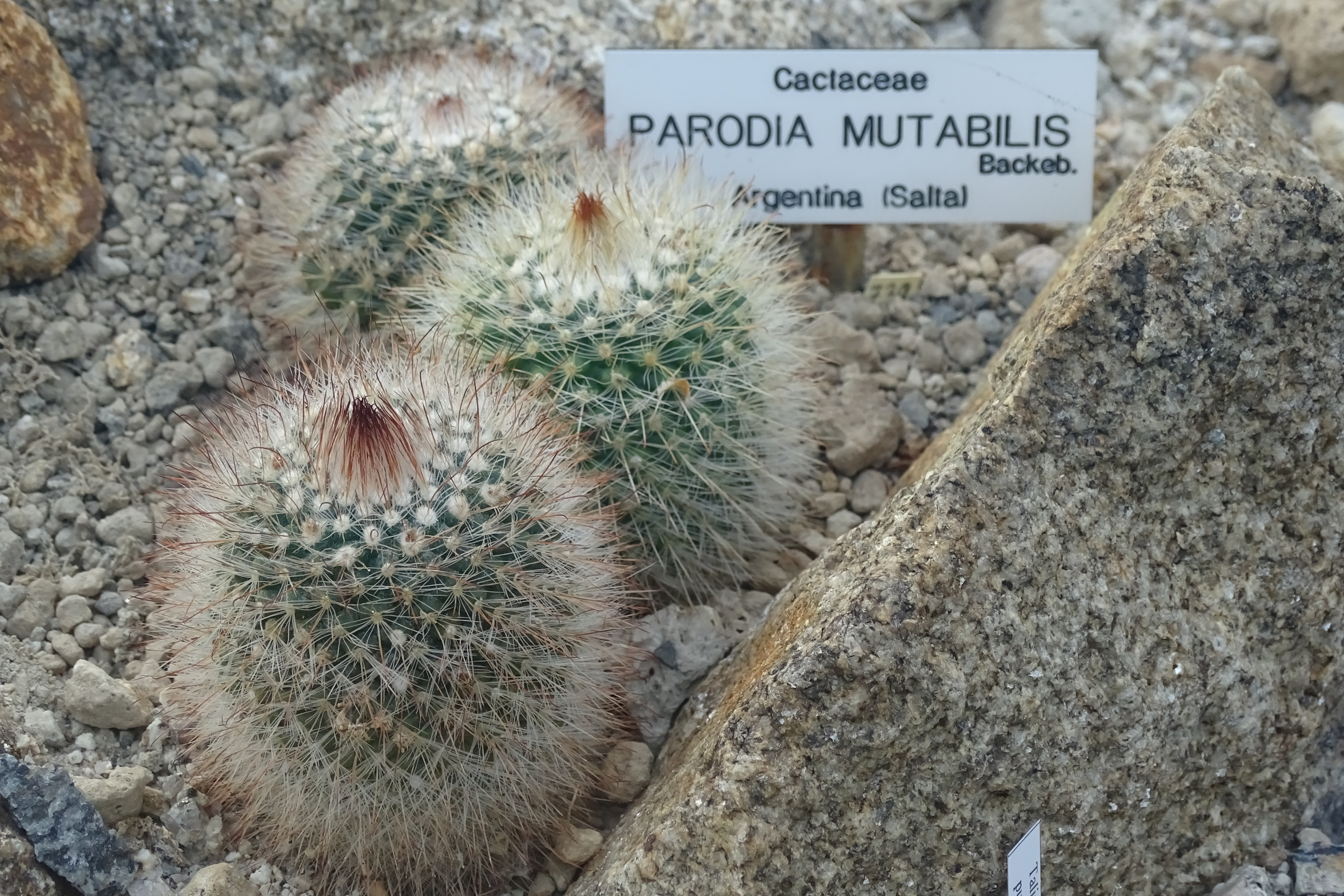
Parodia mutabilis ve skleníku Přírodovědecké fakulty v Praze

Parodia je rod kaktusovitých, pocházející z Brazílie, Paraguay, Argentiny a Bolívie. Celkem je popsáno asi 100 druhů těchto rostlin. Jsou pojmenovány podle argentinského botanika Parodiho. Tvar je kulovitý nebo sloupovitý. Květy vyrůstají z temene rostliny. Semena jsou malá až mikroskopická, kaktusy ze začátku rostou pomalu, potom je růst normální. Při pěstování vyžadují čerstvý vzduch.

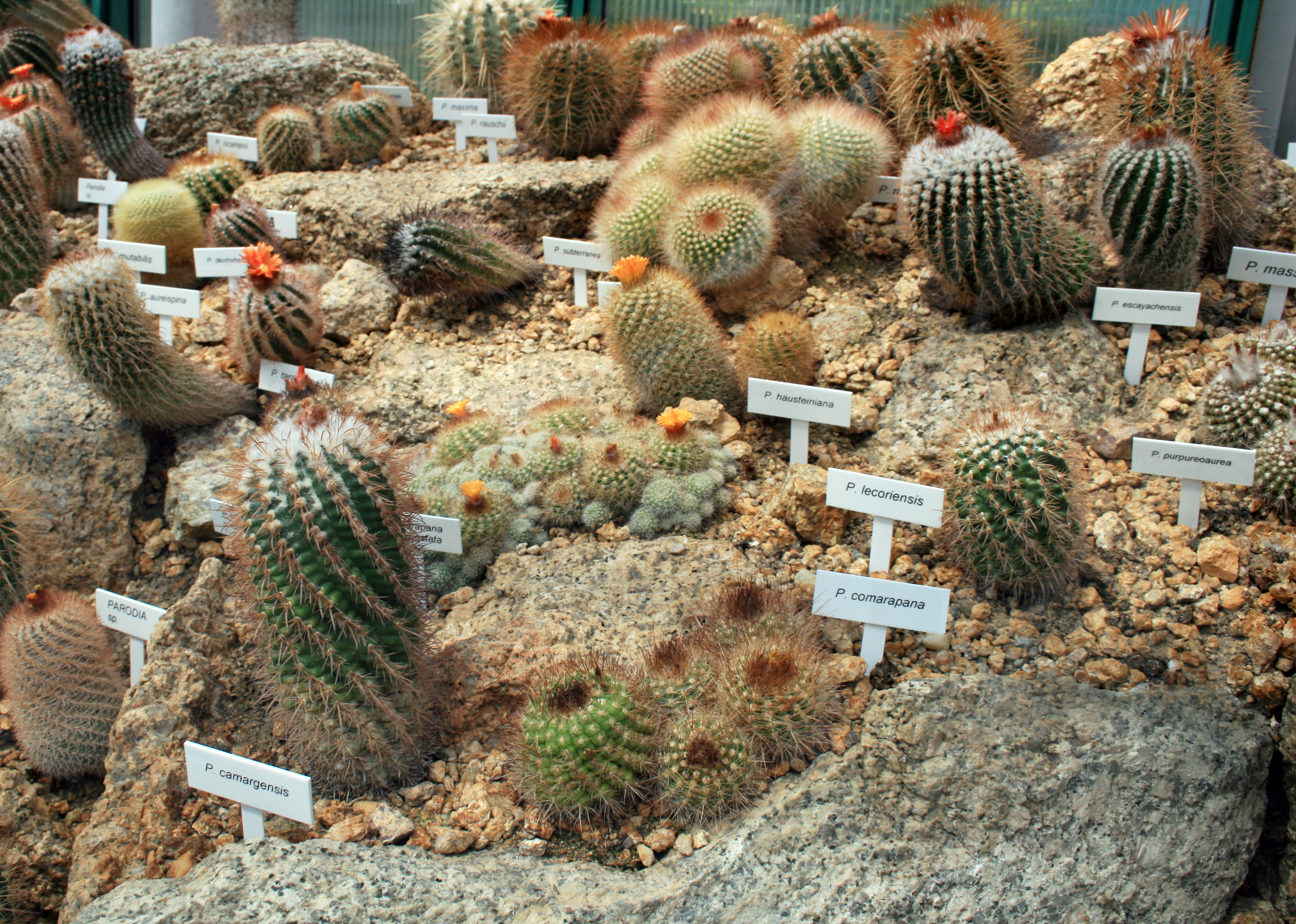
Několik kaktusů rodu Parodia v Botanické zahradě Liberec